# Gus Backus
Pour les articles homonymes, voir Backus.
Gus Backus, nom de scène de Donald Edgar Backus, est un musicien et chanteur américain principalement de langue allemande né le 12 septembre 1937 à Southampton (New York) sur Long Island dans l'État de New York et mort le 21 février 2019 à Germering (Allemagne).

## Biographie
Après avoir été affecté comme aviateur au sein de l'armée de l'air américaine à la base aérienne de Wiesbaden en 1957, Backus dut quitter The Del-Vikings, mais il devint plus tard un chanteur populaire de la musique de Schlager en Allemagne de l'Ouest. Il a chanté toutes ses chansons en allemand avec un accent américain. 19 de ses chansons entre 1960 et 1967 ont été classées dans les charts, dont huit parmi les 10 meilleures ventes. Il a décroché un succès n°1 dans les charts allemands avec sa chanson Der Mann im Mond (« L'Homme de la lune ») en 1961. Backus a également réalisé des reprises en allemand de chansons d'Elvis Presley, de Paul Anka et de Conway Twitty.
Backus est revenu aux États-Unis pendant quelques années dans les années 1970 et a travaillé comme contremaître sur des champs pétrolifères au Texas, avant de revenir en Allemagne. Il a vécu jusqu'à la fin de sa vie à Germering, près de Munich, et a pris sa retraite de chanteur en 2014.
Il était marié et père de quatre enfants.

## Discographie

### Singles
- 1958 : My Chick Is Fine
- 1959 : Ab und zu
- 1959 : Sieben süße Girls
- 1960 : Brauner Bär und weiße Taube
- 1960 : Da sprach der alte Häuptling
- 1961 : I bin a stiller Zecher
- 1961 : Der Mann im Mond
- 1961 : Sauerkraut-Polka
- 1962 : No Bier, no Wein, no Schnaps
- 1962 : Das Lied vom Angeln
- 1962 : Das kleine Wunder vom großen Glück
- 1962 : Der Mondschein an der Donau
- 1963 : Mein Schimmel wartet im Himmel
- 1963 : Good Bye Baby
- 1963 : Wenn doch jede Woche mal der Erste wär
- 1964 : Marylin
- 1965 : Bohnen in die Ohren
- 1966 : Ei, du schöne Schnitzelbank
- 1967 : Ein Koffer voller Souvenirs aus Germany
- 1972 : Little Lilly
- 1986 : Lonely Lady
- 1993 : Wennst koa Katz hast, bist a armer Hund
- 2001 : Am allerliebsten bin i halt in Bayern

### Albums
- 1962 : Ich hab' mein Herz in Germany verloren
- 1964 : Hillbilly Inn
- 1965 : Hillbilly Gasthaus
- 1965 : Seine großen Erfolge
- 1966 : Backus in die Ohren
- 1966 : Backus auf die Bühne
- 1967 : Ich bin kein stiller Zecher
- 1980 : ...damals
- 1987 : Welcome Gus Backus
- 1988 : Hallo! Gus Backus
- 1989 : Die Singles 1959 - 1961
- 1994 : Hillbilly Gasthaus
- 1995 : My Chick Is Fine
- 1995 : Die Singles 1961 - 1964
- Tolle Zeiten - Tolle Schlager, Der Mann im Mond, Jahrgang?

## Filmographie

### Cinéma
- 1959 : Paradies der Matrosen
- 1959 : Mein Schatz, komm mit ans blaue Meer
- 1960 : Das gibt's doch zweimal
- 1961 : Adieu, Lebewohl, Goodbye
- 1961 : Schlager-Revue 1962
- 1961 : Unsere tollen Tanten
- 1961 : Isola Bella
- 1961 : ...und du, mein Schatz, bleibst hier
- 1961 : Drei weiße Birken
- 1962 : Café Oriental
- 1962 : Ohne Krimi geht die Mimi nie ins Bett
- 1962 : Unsere tollen Nichten
- 1962 : Das haben die Mädchen gern
- 1963 : Denn die Musik und die Liebe in Tirol
- 1963 : Unsere tollen Tanten in der Südsee
- 1964 : Holiday in St. Tropez
- 1964 : Die lustigen Weiber von Tirol
- 1964 : Übermut im Salzkammergut
- 1965 : Hotel der toten Gäste
- 1965 : Tausend Takte Übermut
- 1965 : Ich kauf' mir lieber einen Tirolerhut

### Téléfilm
- 1966 : Paris ist eine Reise wert de Paul Martin